# عصفور مغرد (جنس)
العصافير المغردة (الاسم العلمي: Melospiza) هو جنس، في فصيلة عصافير العالم الجديد، وضع التسمية العلمية  سبنسر فولرتون بيرد، وذلك في  1858.

## أصنوفات
الأصنوفات الأدنى لهذا الكائن:
- كود سباركل
- تحديث القائمة

نوع:العصفور المغرد 
اسم علمي: Melospiza melodia

نوع:Lincoln's Sparrow 
اسم علمي: Melospiza lincolnii

نوع:Swamp Sparrow 
اسم علمي: Melospiza georgiana